# Мільйон

Римський мільйон

Візуалізація степенів десяти від 1 до 1 мільйона

Мільйо́н — число, назва величини {\displaystyle 10^{6}=1000000}.
Скорочення — «млн». Відповідно до Правопису, після скорочень «млн» (мільйон) і «млрд» (мільярд), утворених стягненням звукового складу слова, крапка не ставиться, на відміну від скорочень, утворених усіченням складу слова, наприклад: «тис.» (тисяча).
У системі SI числу відповідають префікси: мега — для мільйона (10 6) і мікро — для однієї мільйонної (10 −6).
Іноді слово «мільйон» вживається для позначення великої кількості чого-небудь. У просторіччі мільйон грошових одиниць (найчастіше доларів) часто замінюється сленговими словами «лимон» або «лям».